# Revaz Inanishvili
Revaz Inanisvili (en georgiano რევაზ ინანიშვილი; Khashmi, 20 de diciembre de 1926 - Tiflis, 26 de diciembre de 1991) fue un escritor georgiano.

## Biografía
Revaz Inanishvili nació en 1926 en Khashmi (Sagarejo, Georgia). En 1937 su familia se trasladó desde su pueblo natal a Tiflis. Después de terminar la escuela secundaria, durante la Segunda Guerra Mundial (1943-1945) trabajó en la 31.ª fábrica. Continuó sus estudios en el Instituto Técnico de Aviación, aunque no se graduó en esa institución, e ingresó en 1947 en la Universidad Estatal Ivane Javakhishvili, graduándose en la facultad de Filología.
Junto a su carrera como escritor, Revaz Inanishvili trabajó en la editorial Nakaduli. Asimismo, en 1966 se unió al equipo de trabajo de los estudios de cine Kartuli Pilmi, escribiendo guiones de varias conocidas películas (como Vacaciones y Alguien llega tarde al autobús) y trabajando con los directores de cine Otar Ioseliani, Giorgi Shengelaia y Tengiz Abuladze. Desde 1989 hasta el final de su vida fue editor de la revista Dila.
Sus restos reposan en el panteón de Didube.

## Obra
Revaz Inanishvili comenzó a escribir sus primeros textos en su época de estudiante, publicando su primer cuento Souvenir en el almanaque Primer rayo (1950) y su primera colección Primeros relatos en 1953.
En 1977, ganó el Premio Estatal Shotá Rustaveli por su recopilación de cuentos La remota cumbre blanca (შორი თეთრი მწვერვალი).
Igualmente, su relato Lara fue incluido en la antología Los mejores relatos georgianos de todos los tiempos publicada por Bakur Sulaakuri en 2008.
A propósito de la literatura de Inanishvili, el escritor Akaki Bakradze ha dicho:

Su mundo es puro, cristalino, bañado por el sol, poblado por seres humanos amables, decentes, trabajadores y amistosos.

Sus obras han sido traducidas al ruso, ucraniano, alemán, búlgaro y armenio.
Inanishvili es considerado un maestro del relato; su prosa corta continúa siendo popular en la actualidad, cautivando al lector contemporáneo por su profundidad y simplicidad.